# Jacques-Amand Eudes-Deslongchamps
Jacques-Amand Eudes-Deslongchamps (* 17. Januar 1794 in Caen; † 17. Januar 1867) war ein französischer Mediziner, Zoologe und Paläontologe.
Obwohl nicht aus begüterten Verhältnissen stammend, konnte Jacques Amand Eudes-Deslongchamps in seiner Geburtsstadt Medizin studieren und wurde 1812 Assistenz-Arzt in der Marine und 1815 Assistenz-Chirurg im Militärhospital von Caen.
Als er zur Erlangung der Doktorwürde nach Paris kam, lenkten Cuviers Forschung und Lehre sein Interesse auf Naturgeschichte und Paläontologie. Nachdem er 1822 Chirurg in Caen wurde, suchte er Zerstreuung in geologischen Forschungen. Bald entdeckte er Überreste des Telosaurus in den örtlichen Steinbrüchen und wurde begeisterter Paläontologe. Er war Mitbegründer des naturhistorischen Museums in Caen und Gründer der Linné-Gesellschaft der Normandie. 1825 wurde er an der naturwissenschaftlichen Fakultät der Universität Caen Professor für Zoologie und 1847 Dekan.
1838 entdeckte Eudes-Deslongchamps Überreste eines in Kalkstein eingebetteten Poekilopleuron und konnte trotz der starken Zerstörungen Fragmente des Skeletts, hauptsächlich Wirbel, Rippen und Bauchrippen, rekonstruieren. Jacques-Amand Eudes-Deslongchamps hat damit erstmals Bauchrippen beschrieben. Die Präparate sind während der Invasion in der Normandie zerstört worden. Am 10. Dezember 1849 wurde er korrespondierendes Mitglied der Académie des sciences.
Sein Sohn Eugène Eudes-Deslongchamps (1830–1889) war ebenfalls Zoologe und Paläontologe und sein Nachfolger als Professor in Caen.

## Weiterführende Literatur
- Obituary. In: Geological Magazine. Bd. 4, Nr. 33, 1867, S. 140–141, Online.
- Arnaud Brignon: Un travail inédit de Jacques-Amand Eudes-Deslongchamps sur les crocodyliformes marins du Jurassique de Normandie, Geodiversitas 36, 2014, S. 5–33, Abstract